# 饗庭局
饗庭局（あえばのつぼね、生年不明 - 慶長20年5月8日（1615年6月4日））は、戦国時代から江戸時代初頭にかけての女性。

## 来歴
父は浅井氏の一族である田屋明政、母は浅井亮政の嫡女・浅井鶴千代（栖松院）。姉は海津局。子は木村重成の番頭・内藤長秋。
浅井長政の娘で、後に豊臣秀吉の側室となる淀殿の乳母の一人となり、高級侍女として仕えた。淀殿の名代として幾度か遣わされている。慶長5年（1600年）の関ヶ原の戦いの際において、京極氏が籠城する大津城へ使者として派遣され、高台院の名代である孝蔵主や高野山の使者・木食応其と共にこれを開城させ、京極竜子を救出した。 また慶長19年（1614年）の方広寺鐘銘事件の際には、大蔵卿局とともに徳川家康のいる駿府へ赴いた。大坂冬の陣の講和のときも、徳川家康のもとに再度の血判を求めに常高院と共に使者に立った。
慶長20年（1615年）、大坂夏の陣で敗れ自害した豊臣秀頼や淀殿に殉じて、子の長秋と共に自害した。「三十二義士」として記録に残る。

## 関連作品
- 大坂城の女（1970年・関西テレビ　演：北城真記子）
- 春の坂道（1971年・ＮＨＫ大河ドラマ　演：新道乃里子）
- 徳川家康（1983年・ＮＨＫ大河ドラマ　演：茅島成美）
- 真田太平記（1985年・ＮＨＫ新大型時代劇　演：大橋芳枝）
- 春日局（1989年・ＮＨＫ大河ドラマ　演：赤座美代子）